# Delias schuppi
Delias schuppi is een vlindersoort uit de familie van de Pieridae (witjes), onderfamilie Pierinae.
Delias schuppi werd in 1928 beschreven door Talbot.